# Actenobius
Actenobius is een monotypisch geslacht van kevers uit de familie van de klopkevers (Anobiidae).

## Soort
- Actenobius pleuralis (Casey, 1898)